# سلطان پراک
سلطان پراک (انگلیسی: Sultan of Perak) یکی از پرسابقه‌ترین جایگاه‌های موروثی در بین ایالت‌های مالایا است.
وقتی در سال ۱۵۱۱، امپراطوری سلطان‌نشین ملاکا توسط امپراطوری پرتغال سقوط کرد، سلطان محمود شاه اول به کامپار، سوماترا عقب نشیتی کرد و در سال ۱۵۲۸ در آنجا درگذشت. او دو شاهزاده به نام سلطان علاءلدین و سلطان مظفر شاه از خود باقی گذاشت. سلطان علاءالدین، سلطان‌نشین جوهور را بنیان نهاد. مظفر شاه به حکمرانی پراک دعوت گردید و به اولین سلطان پراک تبدیل شد.